# Кајтагци
Кајтагци (Хајдакци) представљају један од малих народа Дагестана, сматрају се етничком групом Даргинаца. Број припадника овог народа износи преко 25.000 људи, према процјени из 2010. године. Углавном живе у Кајтагском округу, један дио народа живи у равници, док одређен број популације Кајтагца је настањен у градовима, Махачкала, Дербент, Избербаш и другим. Током 1944, дио народа је пресељен у Чеченију, да би се ти исти људи касније одселили на сјевер Дагестана. Говоре кајтагским језиком, такође је распрострањена употреба даргинског књижевног језика. Према религији су муслимани, Сунити.

## Историјат
Током временског периода између 14. вијека и средине 19. вијека постојала је посебна самоуправна територија позната као Кајтагско братство, која је представљала феудално друштво локалног дагестанског племића. Војну и политичку моћ овог братства чинила су горњокајтагске и даргинске слободне заједнице Утсми-Дарго, Акуша-Дарго, Каба-Дарго, Буркун-Дарго, Мујра, Гапш, Сирха, Сурги и Уцмиј, који су у великој мјери цијенили међусобне братске односе, и узајамну лојалност. Код Кајтагаца је постојао обичај да једно друштво пошаље новорођеног сина у друго друштво, како би се потврдило пријатељство и братство двије заједнице. На овај начин Кајтагско братство је склопило политички савез са заједницама горњодаргинаца, који су постали умногоме повезани међусобно. Пријестоница Кајтагског братства је била Кала-Корејш (маузолеј братства), касније познато као Уркарах и Маџилис, данс село у Башликенту. Традиционално горњи Кајтагци су насељавали кајтагско братство Драго, адоњи кајтагци су насељавали ниже равничарске предјеле, Рајат, Теркем, Башли, Јангикент, који су од 1860. постали села у Кајтагско-табасаранском округу, дагестанске области. На крају 14. вијека, Тамерланови Монголи су напали територију Кајтагског братства, што је оставило велике посљедице; један дио становништва је побијен током ових освајања. Претпоставља се да су касније Кајтагци били вазали Златне Хорде, али након пада Каната, Кајтагско братство поново постаје главна регионална сила сјеверног Дагестана, са територијом која је била већа од садашњих територија и са доминантном улогом над племенима Лакци, Даргинци и Кумици на југу. За то вријеме, братством су завладали потомци арапских владара који су насељени у 8. вијеку у регији пријестонице Кала-Корејша који су временом увели ислам на ову регију.
У 15. и 16. вијеку скоро сви Кајтагци су постали муслимани, дјеломично сунити, а дјеломично шити. Они су задржали своју превласт на овом простору све до 18. вијека. Први познати принц Кајтагаца преузео је име Ахмед Кан, а умро је прије 1578. године, када је његова територија била у вазалном односу према Отоманском царству, али су 1606. године Персијанци наметнули свој суверенитет. Године 1638. Рустемм Кан је прекинуо односе са Персијанцима и поново постао вазал Турске. Средином 17. вијека дио пријестонице је мигрирао јужно од Дагестана под вођством Хусеин Кана и формирао кнежевину у Салиану и Куби. Током 17. вијека дошло је до културног препорода са присуством многих муслиманских научника, ренесансе која је услиједила у осамнаестом вијеку, под вођством Ума Кана.
За вријеме владавине персијског султана Хусеина првог (1694—1722), Чулак Шуркај Кан, који је основао нову кнежевину на територији казијских Кумика, склопио је савез са религијским вођом Хаџиџи Давуд ал-Мудијем, и покушао да се бори против превласти Отоманског царства, али у томе није успио, а његова кнежевина је потчињена османском султану 1717. године. Године 1722. контингент од 16.000 војника углавном Израелаца, на челу са Ахмед Каном II, поражен је код Утемиша, а Руси су преузели Дербент и околину. Уговор из 1724. године између Руске империје и Отоманског царства регулисао је подјелу Кавказа између ове двије државе, а дио територије коју су контролисали Кајтагци је остао у области руског утицаја. Нахар-Ксах Афксар је повратио земљу под власт Персијанаца (Уговор из 1732. године је вратио Персију на све територије јужно од Куре (Грузија) и уговор из 1735. године је Персији вратио територију између Куре и Сулака). Али локално становништво се супротставило Персијанцима, а Надир-Ксах је могао ефективно да влада само у приобалном појасу док је планински дио остао независан, гдје су се десиле велике битке 1742. и 1744. године. Смрћу Нахар-Ксаха 1747. године персијски утицај је почео да опада. Емир Хамза је био приморан да нападне Ардабил, а Русија је због овога почела да игнорише Уговор из 1735. године и да враћа своју војску на подручје. Током 1785. године Русија је именовала генералног гувернера Кавказа. Вјерски покрет који је водио Чаих Мансур, подржан од стране отоманског царства, није имао много утицаја на земљу, нити га је подржала локална власт и други локални кајтагски владари. Адмирал Кан је 1802. године морао прихватити уговор, којим његова земља постаје руски протекторат. Током 1818. године сви кајтагски принчеви су се повезали са Руском империјом. Гувернер Ермолов је био у стању да угуши сваку побуну, а локални кајтагски племенски називи су укинути током 1819, док је успостављена функција наиба. Први наиб је постао Амир Хамза, али је систем нове администрације почео тек 1820. године у доњем предспалском региону. Вјерски покрет Нахвачије се проширио у Дагестану и 1830. године побуна у земљи узела је великог маха, а била је уперена против локалног наиба као и против Руса. Побуну је преузео имам Шамила, који је поражен у неједнакој борби и предао се 23. августа (6. септембра) 1859. године војсковођи Баријатинском, а у наредном периоду Руси поново преузимају доминацију у земљи. Одређено вријеме канат је поново заживио, али је дефинитивно укинут 1862. године. Побуна је избила 1877. године током рата против Турске, а побуњеници су освојили тврђаву Кумук 8. септембра 1877, а Кајтагци су морали присилно да раде на обнови земље. Већ 1878. побуна је угушена.
Од 19. вијека на овим просторима је распрострањен ислам. Према попису из 1926. године, Кајтагци су бројали 14.400 људи. Почевши од пописа из 1939. године, овај народ је представљен као дио Даргинаца.

### Кајтагски владари
- Ахмед Кан
- Рустем Кан
- Хусеин Кан
- Ума Кан
- Чулак Шуркај Кан
- Ахмед Кан II
- Адмирал Кан
- Амир Хамза

## Традиционална култура
Традиционална култура је типична за дагестанске народе. Главни алат за орање код горњих Кајтагаца био је планински плуг (дерешћ), док су у низијским крајевима од 19. вијека Кајтагци били ангажовани у узгајању свилених буба. Код Кајтагаца је било развијено ткање вуне, конопље, памука и свиле, у висинским крајевима, су се бавили дуборезима (детаљи на кућама, намјештају) и камену (надгробни споменици, архитектонске резбарије, укључујући и фигуре животиња, земљишта, слика). Имали су велики број ковача, док су се жене претежно бавиле везом на тамно плавој позадини (уметање на јастуке, завјесе, одјећу).Трговина је била развијена углавном у Дербенту, а састојала се од трговања говедима, медом, воћем, обрађеним и необрађеним дрветом и осталим потрепштинама. Од децембра до маја већина мушкараца са планина одлази у Дербент на сезонски рад. У 20. вијеку формира се учени слој друштва. У кајтагска традиционална занимања, поред већ наведених спадају пољопривреда и сточарство (у подножју планина и равничарским областима, пољопривреда, хортикултура и виноградарство.
Главни усјеви у долинама су кукуруз, пасуљ, јечам, конопља, лан, пшеница, док су у планинским крајевима заступљени јечам, пшеница, шаргарепа, кромпир, раж, од којих су се неке култире попут зимске пшенице и јечма, проса, кукуруза и зоби сијале и у равничарским предјелима. Лов је такође развије, и углавном се ловило по братствима. Од децембра до маја, већина мушкараца из планинског подручја одлази у трговину риболовом у регион Дербента. Кајтагци су развили и ткање конопље, прављење папира и свилене тканине. У планинским, шумским предјелима развијени су и занати у вези са прерадом дрвета, као што су производња пољопривредних прикључних машина, точкова, комода, кревета, разног прибора, као и обрада камена. Слабо развијена индустрија постојала је у доњим, равничарским областима. Производња ковања постојала је у Доњој области. Данас су главна занимања Кајтагаца пољопривреда, вртларство, виноградарство и сточарство.

## Традиционална насеља
Традиционална села западног дијела кајтагског народа су збијена насеља са израженим вертикалним распоредом у градњи објеката, док су села у источном дијелу слична сусједним селима Кумика, а то су генерално брдска насеља, разбијеног типа. Куће су најчешће камене. Карактеристично за Кајтагце је да код куће увијек граде веранду на предњој сунчаној страни. Унутрашњост кућа је углавном слична и састоји се од великих камених зидова, великог броја посуда за јело, столова са више полице, већег броја ормара и полица украшених дрворезима, великих отомани и кревети са орнаменталним резбаријама, као и разних врста столица, са наслонима и без.
У горњим, планинским предјелима заступљене су борбе и стражарске кућице, док су у братствима Дакхадајевског округа, очувани зидови и кружне осматрачнице, који су вјероватно дио система утврђења из 15. и 16. вијека, које се простиру све до Дербента. У 19. вијеку, свако село је засебна сеоска заједница, у којој постоји подјела на велики број великих и малих сродстава, то јест група, или великих породица.

## Традиционална ношња
Традиционална ношња кајтагског народа, је слична даргинској ношњи. Мушка ношња се састоји од, тунике, кошуље, [панталоне[|панталона]], черкеске капе, капе од овчије вуне, бурке, док имућнији Кајтагци носе разне врсте капа, од различитих материјала. Затим у ношњу спадају и ципеле, вунене чарапе, навијаче, мароканске чизме, каљаче, и ципеле без задњег дијела са дебелом кожом или дрвеним ђоном као и бројне друге ципеле. Од украса на ношњи мушкарци носе сребрни појас, бодеж, традиционални пиштољ са потпуно сребром обложеном или позлаћеном дршком.
Традиционални женски костим се састоји од панталона двије врсте (широке и уске), туника и кошуља свијетле боје (црвена, жута, зелена, наранџаста, итд) архалука, одређених врста хаљине кумичког поријекла, овчије капе. Кајтагске жене на главама носе различите наките и украсе, ланце, бижутерију и разне марамице.

## Традиционална кухиња
У исхрани Кајтагци у највећој мјери користе месо и производе од млијека (укључујући месо перади и дивљачи), производи од тијеста, јестива дивља биља. Традиционална јела карактеришу палачинке, пите од кукурузног брашна, пирошке са пилетином, обликовани хљеб у облику јарбола са печеним јајима, халва. Од пића, највише конзумирају вино уз кувана сок од грожђа „Мусти”. Даргинске посластице потичу из кајтагских, с тим што Кајтагци додају орах.

## Традиционални фолклор и фестивали
Фолклорни фестивали и ритуали: жвакање трешње, призивање и заустављање кише, призивање сунца. Карактеристичан је погребни обред, погребну одјећу за покојника могла је сашити само удовица, опрати под након сахрањивања тијела, само неудата, итд. Главни календарски празници су прољећна Нова година када се дјевојке љуљају на љуљашкама, мушкарци се такмиче у тркама, бацању камење, и другим дисциплинама, затим значајан празник је и Фестивал брања винограда.

## Традиционална умјетност
Од традиционалних врста фолклорне уметности, кајтагци највише његују резбарење на камену (надгробних споменика, детаљи камених кућа), на дрвету (посуђе, намјештај, дрвене куће.), Вез и др. У резбарењу преовлађују традиционални соларни и спирални мотиви на зидовима кућа, често постоје изрезане фигуре људи, животиња, соларних дискова, такмичења, стреличарства итд. У предисламским вјерским вјеровањима откривена је специфичност појединих елемената и обреда. Из жанрова фолклора најчешћи прикази су прозаични жанр (приче и пјесме).